# Françoise Boudet

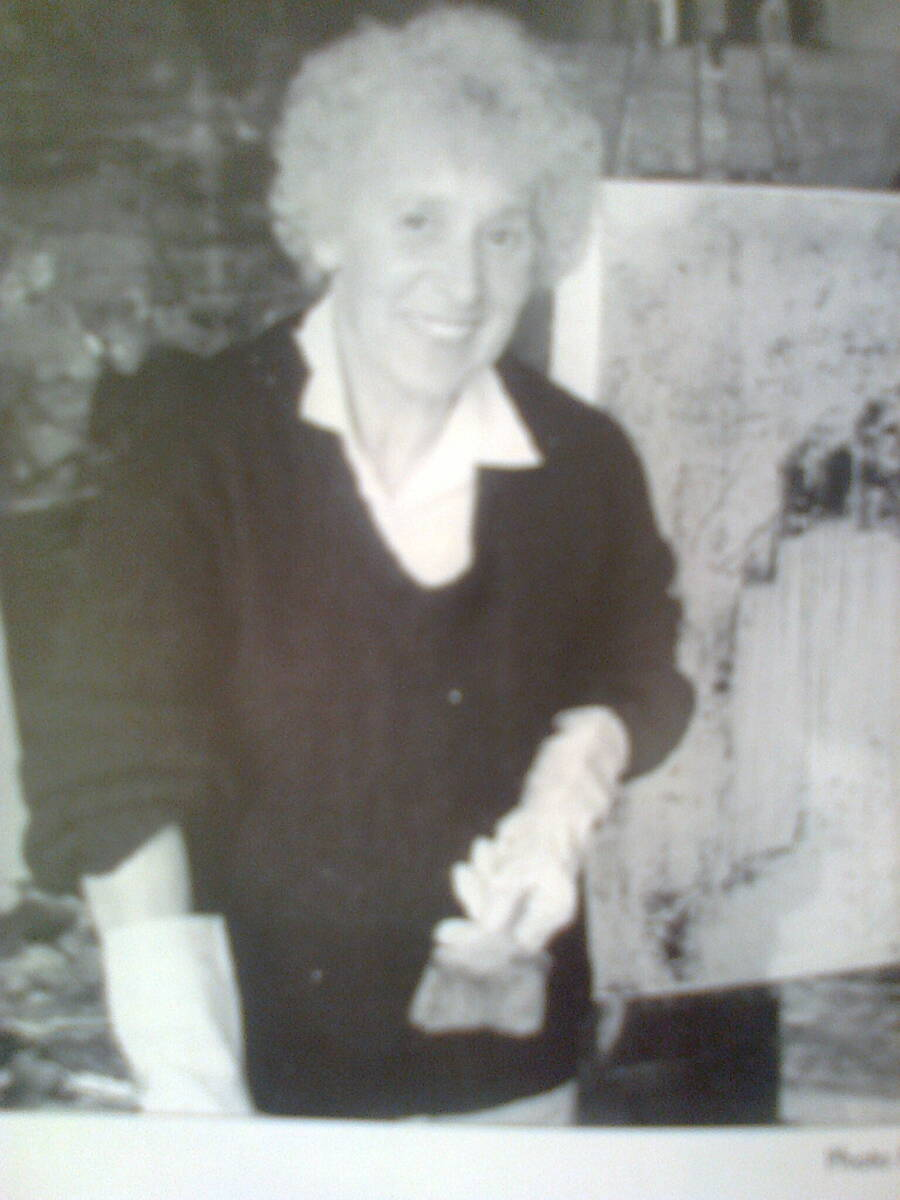
Françoise Boudet in ihrem Atelier, um 1990

Françoise Boudet (geboren 20. September 1925 in Paris; gestorben 20. Juni 2012 in Villeneuve-Saint-Georges) war eine französische Malerin, Zeichnerin, Graveurin, Dekorateurin, Dekorationskünstlerin und Illustratorin. Sie lehrte als Professorin an der Kunsthochschule École des beaux-arts de Valenciennes und war Gewinnerin des Prix de Rome für Malerei (1950).

## Leben
Schon in jungen Jahren zeigte sich Françoise Boudet Begabung für Zeichnen und Malen. Nach Studien an einer Schule für Werbung und Dekoration wurde sie 1945 in die École nationale supérieure des beaux-arts de Paris (ENSBA) aufgenommen. Dort trat sie in das Atelier für Malerei von Eugène Narbonne und das Atelier für Druckgrafik von René Jaudon ein.
1950 bewarb sie sich um den Prix de Rome für Malerei. Sie gewann gemeinsam mit Robert Savary den Preis 1. Klasse für das Werk Dans la nature des jeunes filles expriment le retour du printemps. Das Werk ist im Museum der École nationale supérieure des beaux-arts de Paris ausgestellt. Auf Grund des Gewinns dieses Preises lebte sie von 1951 bis 1954 in Rom als Stipendiatin der Académie de France à Rome, die in der Villa Medicis untergebracht ist.
1956 gewann sie den Wettbewerb um ein Stipendium an der Casa de Velázquez in Madrid. Dort lebte und arbeitete sie von 1956 bis 1958.
Von 1960 bis 1984 war Françoise Boudet Professorin an der École des beaux-arts de Valenciennes. Ihr Unterricht kennzeichnete angeblich ihre Strenge in der Lehre sowie die große kreative Freiheit ihrer Schüler.
Françoise Boudet war bekannt als Malerin, Zeichnerin, Dekorateurin, Dekorationskünstlerin und Illustratorin.

## Öffentlich zugängliche Werke

### Wanddekorationen
- Allevard, 1961: Wandgemälde in der Eingangshalle des Thermalbads; Gebäude und Wandmalerei sind seit dem 14. Mai 2012 als „patrimoine du XXe siècle“ eingestuft.
- Montbéliard, 1964: Wandmalerei „Würdigung Georges Cuviers“ im lycée Cuvier.
- Coutances, 1965: Wandmalerei im lycée mixte.
- Avignon, 1970: Wand aus Glasbausteinen in der Fabrik von Schweppes.

### Teil der Museumskollektion
- Paris, Musée des Beaux-Arts de Paris  in der École nationale supérieure des beaux-arts de Paris
- Puteaux, Fonds national d’art contemporain
- Valenciennes, Musée des Beaux-Arts de Valenciennes

## Auswahl an Ausstellungen mit Werken von Françoise Boudet
- 1946–1948: Salon d’Automne, Paris
- 1951–1953: gemeinsame Ausstellung der École nationale supérieure des beaux-arts de Paris
- 1953: gemeinsame Ausstellung in Mailand
- 1954: Ausstellung der Preisträger des Prix de Rome, Académie de France à Rome, Villa Médicis, Rom
- 1959: gemeinsame Ausstellung der Contemporary Art Society, London.
- 1967: individuelle Ausstellung, Galerie Katia Granoff, Paris
- 1977: gemeinsame Ausstellung, Les cinquante derniers Premiers Grands Prix de Rome, Musée Picasso Antibes
- 1988: Initiatorin der gemeinsamen Ausstellung, Féminins Singuliers, Denain, Hautmont und Anzin
- 2004: gemeinsame Ausstellung, The glory of the garden: flowers and gardens in art, Mercer Art Gallery, Harrogate
- 2019: gemeinsame Ausstellung, Modernités, Acquisitions contemporaines, Musée des Beaux-Arts de Valenciennes
- 2023: gemeinsame Ausstellung, Now you see me: Faces and Bodies from Harrogate's Fine Art Collection, Mercer Art Gallery, Harrogate